# София фон Бранденбург (1300 – 1356)
Вижте пояснителната страница за други личности с името София фон Бранденбург.
София фон Бранденбург (на немски: Sophie von Brandenburg; * 1300, † 1356) от фамилията Аскани, е принцеса от Бранденбург и чрез женитба херцогиня на Брауншвайг-Волфенбютел.

## Произход
Дъщеря е на маркграф Хайнрих I фон Бранденбург (1256 – 1319) и съпругата му Агнес Баварска (1276 – 1340), дъщеря на баварския херцог Лудвиг II Строги. София е племенница по майчина линия на император Лудвиг Баварски и има право на наследство на Маркграфство Ландсберг.

## Фамилия
София се омъжва през 1327 г. за Магнус I (1304 – 1369) от род Велфи, от 1345 г. херцог на Брауншвайг-Волфенбютел. Двамата имат децата:
- Матилда († пр. 28 юни 1354), ∞ (1339) княз Бернхард III фон Анхалт-Бернбург († 20 август 1348)
- Магнус II (1328 – 1373), наричан Torquatus (с веригата), ∞ Катарина фон Анхалт-Бернбург († 30 януари 1390), дъщеря на княз Бернхард III (Анхалт) († 1348) и Агнес от Саксония-Витенберг († 4 януари 1338)
- Алберт II († 14 април 1395), архиепископ на Бремен
- Хайнрих († сл. 28. януари 1382), духовник в Хилдесхайм и Халберщат
- Ото († 16 януари 1339)
- Лудвиг I (* пр. 1349, † 5 ноември 1367), херцог на Брауншвайг-Люнебург, ∞ Матилда († 16 май 1410), дъщеря на херцог Вилхелм II от Брауншвайг-Люнебург († 23 ноември 1369) и Хедвиг от Равенсберг (* пр. 1315, † 5 декември 1334)
- Агнес (* 1343, † 1404), ∞ граф Кристиан V (VI) фон Олденбург
- София (* 1340, † 1394), ∞ пр. 24 август 1366 г. за граф Дитрих V фон Хонщайн-Херинген (* 1306, † 1379)
- Ернст († 16/26 февруари 1385)